# Picrodòntids
Els picrodòntids (Picrodontidae) són una família extinta de primats de la superfamília dels plesiadapoïdeus (o, segons altres classificacions, dels paromomioïdeus) que visqueren a Europa i Nord-amèrica durant el Paleocè, fa entre 56,2 i 63,8 milions d'anys. Se n'han trobat restes fòssils a Bèlgica, el Canadà i els Estats Units. Són els únics plesiadapiformes que tenen les dents molars força modificades, en comptes de les premolars. Probablement eren frugívors o nectarívors. La seva semblança superficial entre les seves molars i les dels megaquiròpters feu que en un primer moment fossin classificats com a ratpenats.